# خربة الفرس (الرقة)
خربة الفرس قرية سورية تتبع ناحية مركز تل أبيض في منطقة تل أبيض في محافظة الرقة. بلغ عدد سكانها 608 نسمة في عام 2004 حسب إحصاء المكتب المركزي للإحصاء.